# Gino Corrado

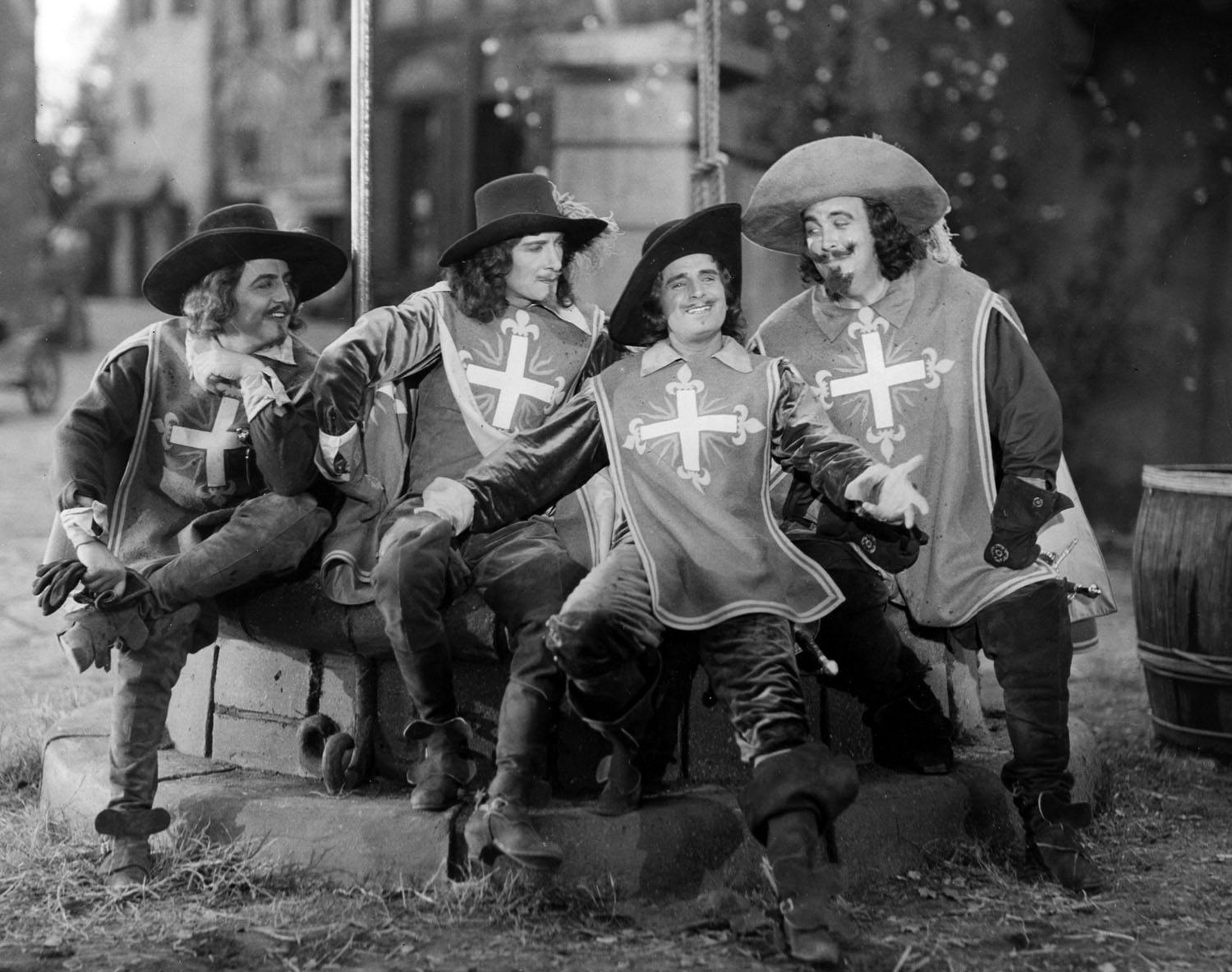
De izq. a der.: Gino Corrado, Léon Bary, Douglas Fairbanks y Tiny Sandford en La máscara de hierro (1929)

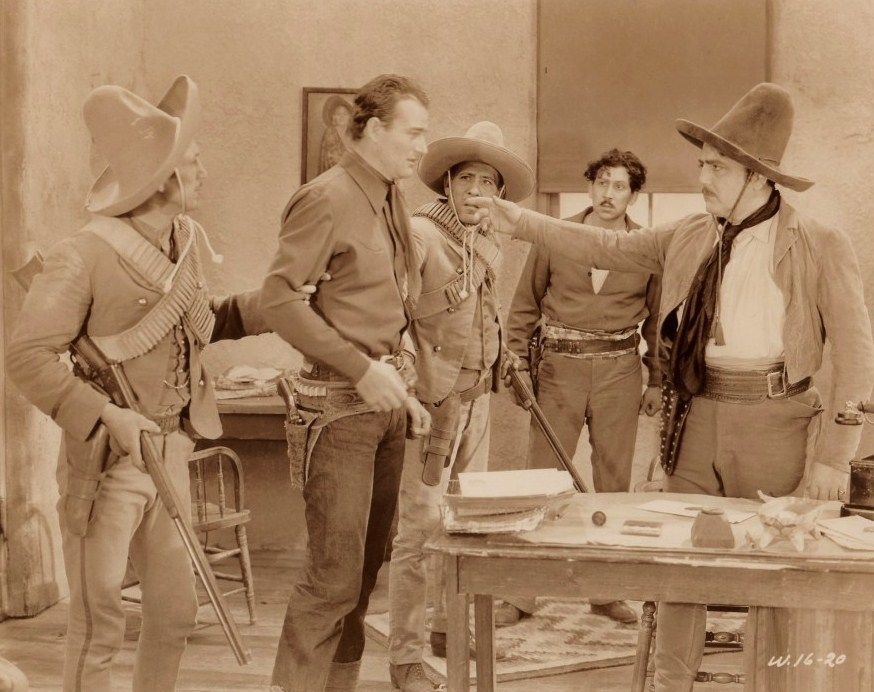
John Wayne (2º a izq.) y Gino Corrado (der.) en Paradise Canyon (1935)

Gino Corrado (9 de febrero de 1893 – 23 de diciembre de 1982) fue un actor cinematográfico de origen italiano, cuya carrera transcurrió en la industria estadounidense. Actuó en unas 400 producciones rodadas entre 1916 y 1954, casi siempre haciendo pequeños papeles como actor de carácter, y encarnando a menudo a camareros, maîtres y personajes similares.

## Biografía
Su nombre completo era Gino Corrado Liserani, y nació en Florencia, Italia. La filmografía de Corrado es considerada como una de las más impresionantes de las logradas por cualquier actor; por ejemplo, es el único actor en haber trabajado en Lo que el viento se llevó, Citizen Kane y Casablanca, tres de las principales películas de la Edad de Oro de Hollywood. Debutó en el cine con la obra de D.W. Griffith Intolerancia en 1916, y actuó en otros clásicos del cine mudo como Los diez mandamientos y Amanecer.
Con la llegada del cine sonoro se limitaba a hacer pequeños papeles, pero trabajaba de manera constante (hizo 18 actuaciones únicamente en el año 1939) y siempre era una figura buen recibida. Fue especialmente apreciado por los admiradores de Los tres chiflados por sus actuaciones en Saved by the Belle, An Ache in Every Stake y Micro-Phonies. Su último papel fue el de un vendedor de zapatos en la comedia de 1954 interpretada por Dean Martin y Jerry Lewis Viviendo su vida.
Gino Corrado falleció en Los Ángeles, California, en diciembre de 1982, a los 89 años de edad. Fue enterrado en el Cementerio Valhalla Memorial Park, en Nort Hollywood.

## Selección de su filmografía
- 1916 : Intolerancia, de D. W. Griffith
- 1917 : The Gown of Destiny, de Lynn Reynolds
- 1918 : The Argument, de Walter Edwards
- 1919 : Wild and Western, de Al Christie
- 1920 : The Great Lover, de Frank Lloyd
- 1920 : Her Bridal Nightmare, de Al Christie
- 1921 : Nothing Like It, de Al Christie
- 1922 : My American Wife, de Sam Wood
- 1923 : Los diez mandamientos, de Cecil B. DeMille
- 1923 : Flaming Youth, de John Francis Dillon
- 1923 : Adam's Rib, de Cecil B. DeMille
- 1923 : The Thrill Chaser, de Edward Sedgwick
- 1924 : The Rose of Paris, de Irving Cummings
- 1924 : Reckless Speed, de William James Craft
- 1925 : The Desert Flower, de Irving Cummings
- 1926 : La Bohème, de King Vidor
- 1926 : The Volga Boatman, de Cecil B. DeMille
- 1926 : Bardelys the Magnificent, de King Vidor
- 1927 : Uneasy Payments, de David Kirkland
- 1927 : Paid to Love, de Howard Hawks
- 1927 : Amanecer, de Friedrich Wilhelm Murnau
- 1928 : The Devil's Skipper, de John G. Adolfi
- 1928 : Fazil, de Howard Hawks
- 1929 : La máscara de hierro, de Allan Dwan
- 1929 : The One Woman Idea, de Berthold Viertel
- 1929 : Tide of Empire, de Allan Dwan
- 1930 : Lord Byron of Broadway, de Harry Beaumont y William Nigh
- 1930 : Oh, For a Man!, de Hamilton MacFadden
- 1930 : Those Who Dance, de William Beaudine
- 1930 : A Notorious Affair, de Lloyd Bacon
- 1931 : Possessed, de Clarence Brown
- 1931 : The Last Parade, de Erle C. Kenton
- 1932 : Scarface, de Howard Hawks
- 1932 : Adiós a las armas, de Frank Borzage
- 1933 : Volando a Río, de Thornton Freeland
- 1933 : Obey the Law, de Benjamin Stoloff
- 1933 : Picture Snatcher, de Lloyd Bacon
- 1934 : He Was her Man, de Lloyd Bacon
- 1934 : The Merry Widow, de Ernst Lubitsch
- 1935 : Sombrero de copa, de Mark Sandrich
- 1935 : Charlie Chan in Paris, de Lewis Seiler
- 1935 : Ana Karenina, de Clarence Brown
- 1935 : Paradise Canyon, de Carl Pierson
- 1935 : Sublime obsesión, de John M. Stahl
- 1935 : Broadway Gondolier, de Lloyd Bacon
- 1936 : El secreto de vivir, de Frank Capra
- 1936 : The Oregon Trail, de Scott Pembroke
- 1936 : Furia, de Fritz Lang
- 1936 : Rebellion, de Lynn Shores
- 1937 : Swing High, Swing Low, de Mitchell Leisen
- 1937 : Angel, de Ernst Lubitsch
- 1938 : Rose of the Rio Grande, de William Nigh
- 1938 : Dr. Rhythm, de Frank Tuttle
- 1938 : Algiers, de John Cromwell
- 1939 : Midnight, de Mitchell Leisen
- 1939 : Pest from the West, de Del Lord
- 1939 : Mr. Smith Goes to Washington, de Frank Capra
- 1940 : Rebecca, de Alfred Hitchcock
- 1940 : Brother Orchid, de Lloyd Bacon
- 1940 : Dance, Girl, Dance, de Dorothy Arzner
- 1940 : El gran dictador, de Charlie Chaplin
- 1941 : Moon Over Miami, de Walter Lang
- 1941 : Citizen Kane, de Orson Welles
- 1942 : Take a Letter, Darling, de Mitchell Leisen
- 1942 : Casablanca, de Michael Curtiz
- 1942 : Mi hermana Elena, de Alexander Hall
- 1942 : Wings for the Eagle, de Lloyd Bacon
- 1943 : My Kingdom for a Cook, de Richard Wallace
- 1943 : Wintertime, de John Brahm
- 1944 : Shine on Harvest Moon, de David Butler
- 1944 : Action in Arabia, de Léonide Moguy
- 1944 : Nothing but Trouble, de Sam Taylor
- 1944 : Wilson, de Henry King
- 1945 : Yolanda and the Thief, de Vincente Minnelli
- 1945 : A Bell for Adano, de Henry King
- 1945 : Cornered, de Edward Dmytryk
- 1946 : Two Sisters from Boston, de Henry Koster
- 1946 : The Strange Love of Martha Ivers, de Lewis Milestone
- 1946 : The Killers, de Robert Siodmak
- 1946 : Deception,  de Irving Rapper
- 1947 : Calendar Girl, de Allan Dwan
- 1947 : Nora Prentiss, de Vincent Sherman
- 1947 : Dishonored Lady, de Robert Stevenson
- 1948 : I Walk Alone, de Byron Haskin
- 1948 : Words and Music, de Norman Taurog
- 1948 : An Innocent Affair, de Lloyd Bacon
- 1949 : The Stratton Story, de Sam Wood
- 1949 : The Fighting Kentuckian, de George Waggner
- 1950 : Paid in Full, de William Dieterle
- 1950 : The Pretty Girl, de Henry Levin
- 1951 : Belle Le Grand, de Allan Dwan
- 1951 : The Fat Man, de William Castle
- 1952 : Something to Live For, de George Stevens
- 1954 : Casanova's Big Night, de Norman Z. McLeod
- 1954 : Three Coins in the Fountain, de Jean Negulesco